# 2-га моторизована дивізія (Третій Рейх)
2-га моторизована дивізія (Третій Рейх) (нім. 2. Infanterie-Division (mot.) — моторизована дивізія Вермахту, що існувала у складі Сухопутних військ Німеччини на початку Другої світової війни. 5 жовтня 1940 переформована на 12-ту танкову дивізію.

## Райони бойових дій
- Німеччина (жовтень 1937 — жовтень 1938)
- Чехословаччина (Судети) (жовтень 1938)
- Німеччина (жовтень 1938 — вересень 1939)
- Польща (вересень — листопад 1939)
- Німеччина (листопад 1939 — травень 1940)
- Франція (травень — жовтень 1940).

## Командування

### Командири
- генерал-лейтенант Пауль Бадер (нім. Paul Bader) (12 жовтня 1937 — 4 жовтня 1940);
- генерал-майор Йозеф Гарпе (нім. Josef Harpe) (з 5 жовтня 1940 — етап переформування до січня 1941);